# Krienzerkogel
Krienzerkogel är en bergstopp i Österrike.   Den ligger i distriktet Graz-Umgebung och förbundslandet Steiermark, i den östra delen av landet, 130 km sydväst om huvudstaden Wien. Toppen på Krienzerkogel är 888 meter över havet.
Terrängen runt Krienzerkogel är kuperad. Runt Krienzerkogel är det ganska tätbefolkat, med 230 invånare per kvadratkilometer.. Närmaste större samhälle är Graz, 17,4 km söder om Krienzerkogel. 
I omgivningarna runt Krienzerkogel växer i huvudsak blandskog.